# 광주 조선대학교 본관

설립당시 공사중인 본관 (c.1950)

광주 조선대학교 본관(光州 朝鮮大學校 本館)은 광주광역시 동구에 있는 조선대학교의 본관이다. 2004년 9월 4일 대한민국의 국가등록문화재 제94호로 지정되었다.

## 역사
조선대학교 본관은 1947년에 착공된 이후 한국 전쟁으로 건립에 어려움을 겪었으나 교직원과 학부모가 어려움을 무릅쓰고 공사를 추진하여 1954년에 완공되었다. 건립 당시에는 중앙 5개의 박공지붕으로 구성된 건물이었으나 몇 차례의 증축을 거치며 현재의 19개의 박공지붕 건물로 발전되었다. 1995년에 본관 건물은 기둥에 균열이 발견되는 등 노후 건물로 판정되어 한동안 폐쇄되기도 하였다. 2003년에 한국대학신문의 아름다운 캠퍼스 BEST10에 선정되었고, 2004년에는 본관의 중앙 5개 박공부분이 등록문화제 94호로 지정되었으며 2009년에는 야간 경관 조명 공사로 광주광역시를 상징하는 랜드마크로 새롭게 태어났다.

## 같이 보기
- 조선대학교